# 1674 Groeneveld
1674 Groeneveld (1938 DS) là một tiểu hành tinh nằm phía ngoài của vành đai chính được phát hiện ngày 7 tháng 2 năm 1938 bởi Reinmuth, K. ở Heidelberg.